# باشگاه فوتبال تی‌پی مازمبه
باشگاه فوتبال تی‌پی مازمبه (انگلیسی: TP Mazembe)، یک باشگاه فوتبال است که در شهر لوبومباشی کشور جمهوری دموکراتیک کنگو پایه‌گذاری شده‌است. از افتخارات این تیم می‌توان به ۲۰ قهرمانی در لیگ جمهوری دموکراتیو کنگو، ۵ قهرمانی در جام حذفی جمهوری دموکراتیو کنگو، ۳ قهرمانی در سوپر جام جمهوری دموکراتیو کنگو، ۵ قهرمانی در لیگ قهرمانان آفریقا، ۲ قهرمانی در جام کنفدراسیون آفریقا، ۱ قهرمانی در جام برندگان جام آفریقا، ۳ قهرمانی در سوپر جام آفریقا و ۱ نایب قهرمانی در جام جهانی باشگاه‌ها اشاره کرد.